# مهند سالم
مهند سالم العنزی (عربی: مهند سالم العنزي؛ زاده ۱ مارس ۱۹۸۵) یک بازیکن فوتبال اهل امارات متحده عربی است.